# Detlev-Rohwedder-Haus

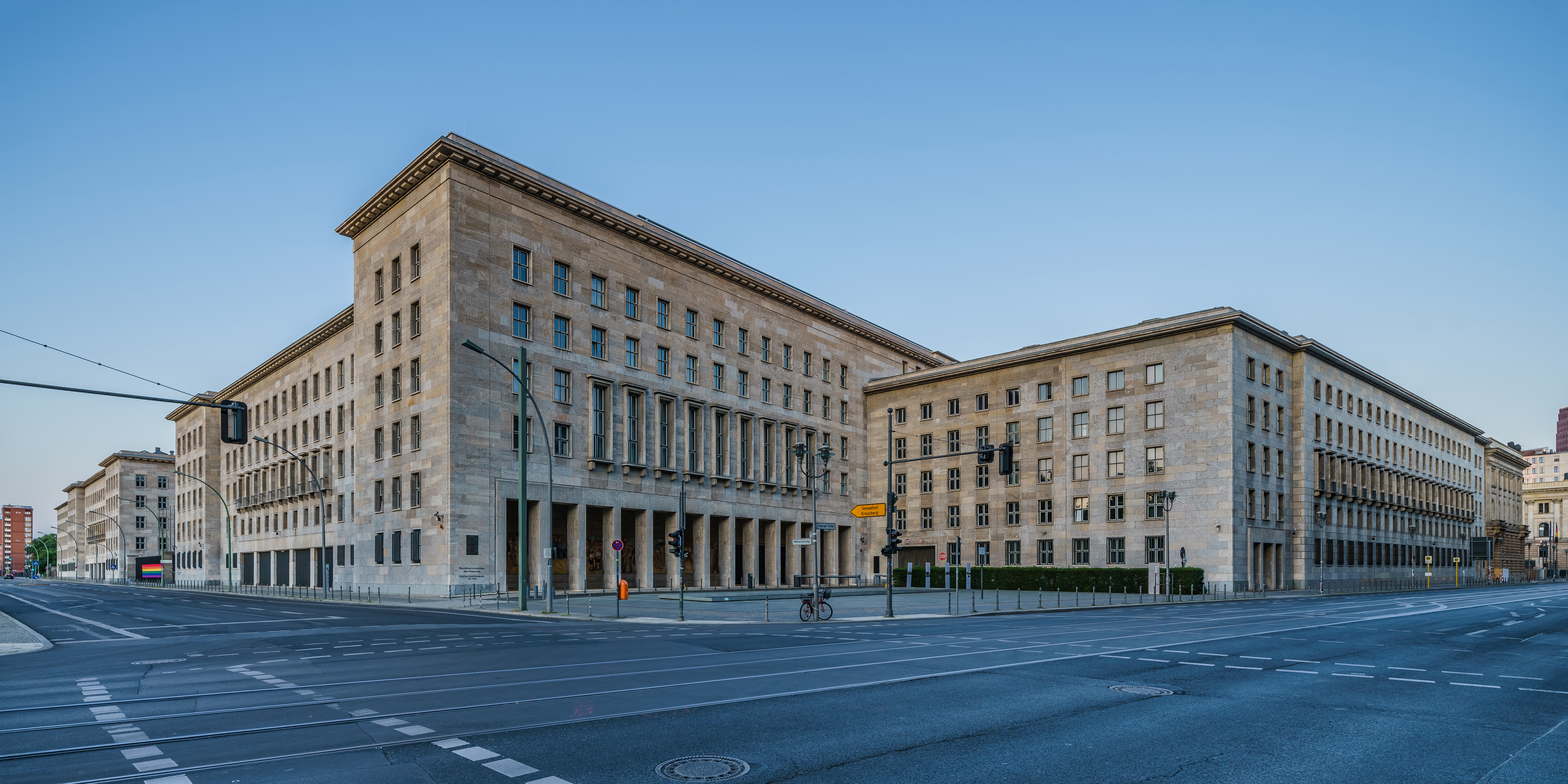
Detlev-Rohwedder-Haus, 2019

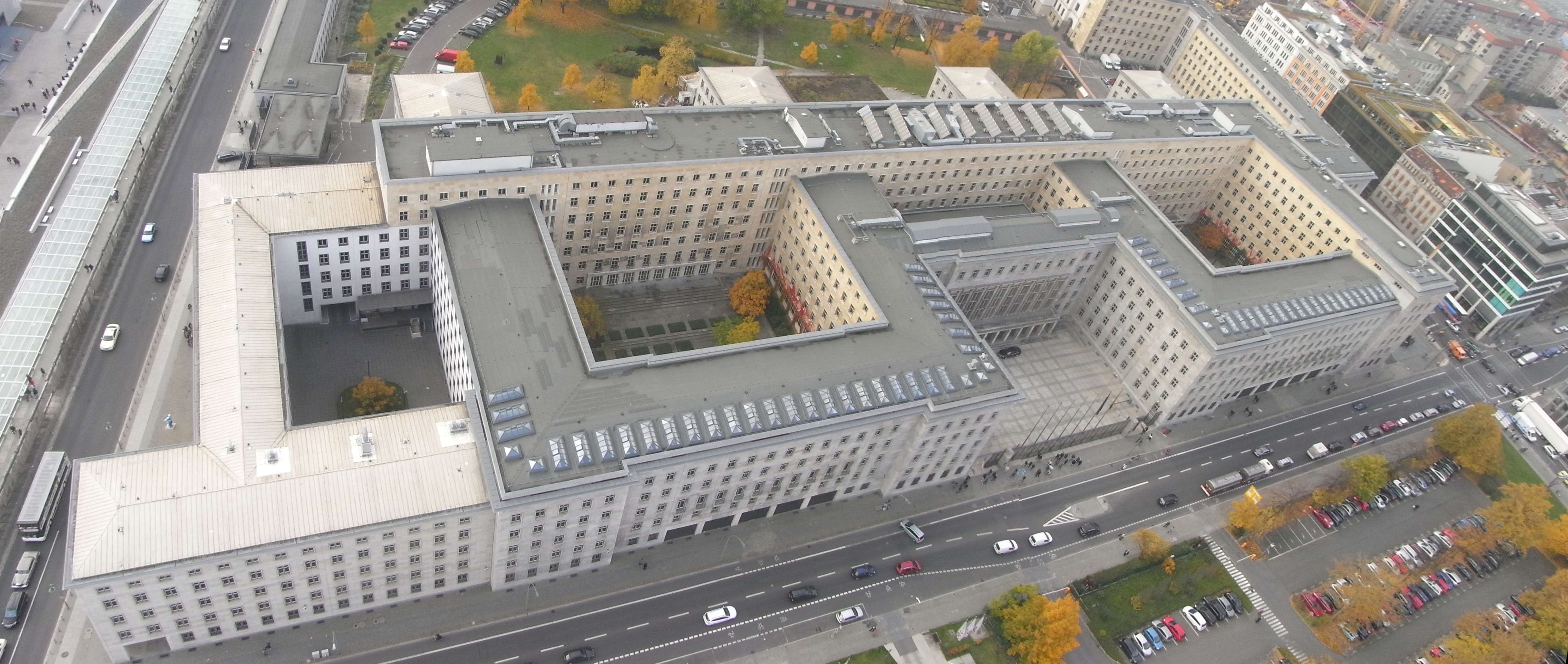
Luftaufnahme des Gebäudekomplexes (aus Richtung Osten)

Das Detlev-Rohwedder-Haus ist ein monumentales Bürogebäude in der Wilhelmstraße 97 / Leipziger Straße 5–7 in Berlin. Das Gebäude wurde 1935/36 zur Zeit des Nationalsozialismus als Sitz des Reichsluftfahrtministeriums errichtet. Nach dem Zweiten Weltkrieg war es zunächst Sitz der Deutschen Wirtschaftskommission. Hier wurde am 7. Oktober 1949 die DDR gegründet. Das Haus hieß als Sitz mehrerer DDR-Ministerien fortan Haus der Ministerien. Von 1990 bis 1994 war es der Sitz der Zentrale der Treuhandanstalt. Nach dem 3. Oktober 1990 wurde hier die Außenstelle des Bundesfinanzministeriums (BMF) eingerichtet, seit 1999 ist das Haus Erster Dienstsitz des BMF. Seit 1992 trägt das Gebäude den heutigen Namen nach Detlev Rohwedder, dem 1991 von der RAF ermordeten Präsidenten der Treuhandanstalt.

## Geschichte

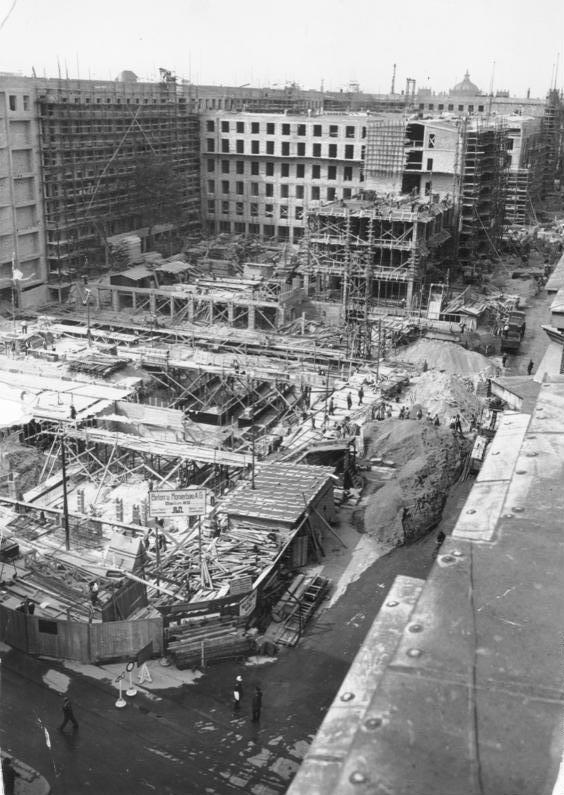
Baustelle, 1935

### Vornutzung
Im Jahr 1819 siedelte sich auf dem Grundstück des heutigen Detlev-Rohwedder-Hauses das Preußische Kriegsministerium an. Dieses wurde 1919, nach Ausrufung der Republik, in das Reichswehrministerium überführt und der Gebäudekomplex zusammen mit dem Berliner Arbeitsgericht genutzt. Nach der nationalsozialistischen „Machtergreifung“ ging das Grundstück im Mai 1933 an das neu gegründete Reichsluftfahrtministerium über. Reichsminister der Luftfahrt war Hermann Göring.

### Reichsluftfahrtministerium (1935–1945)

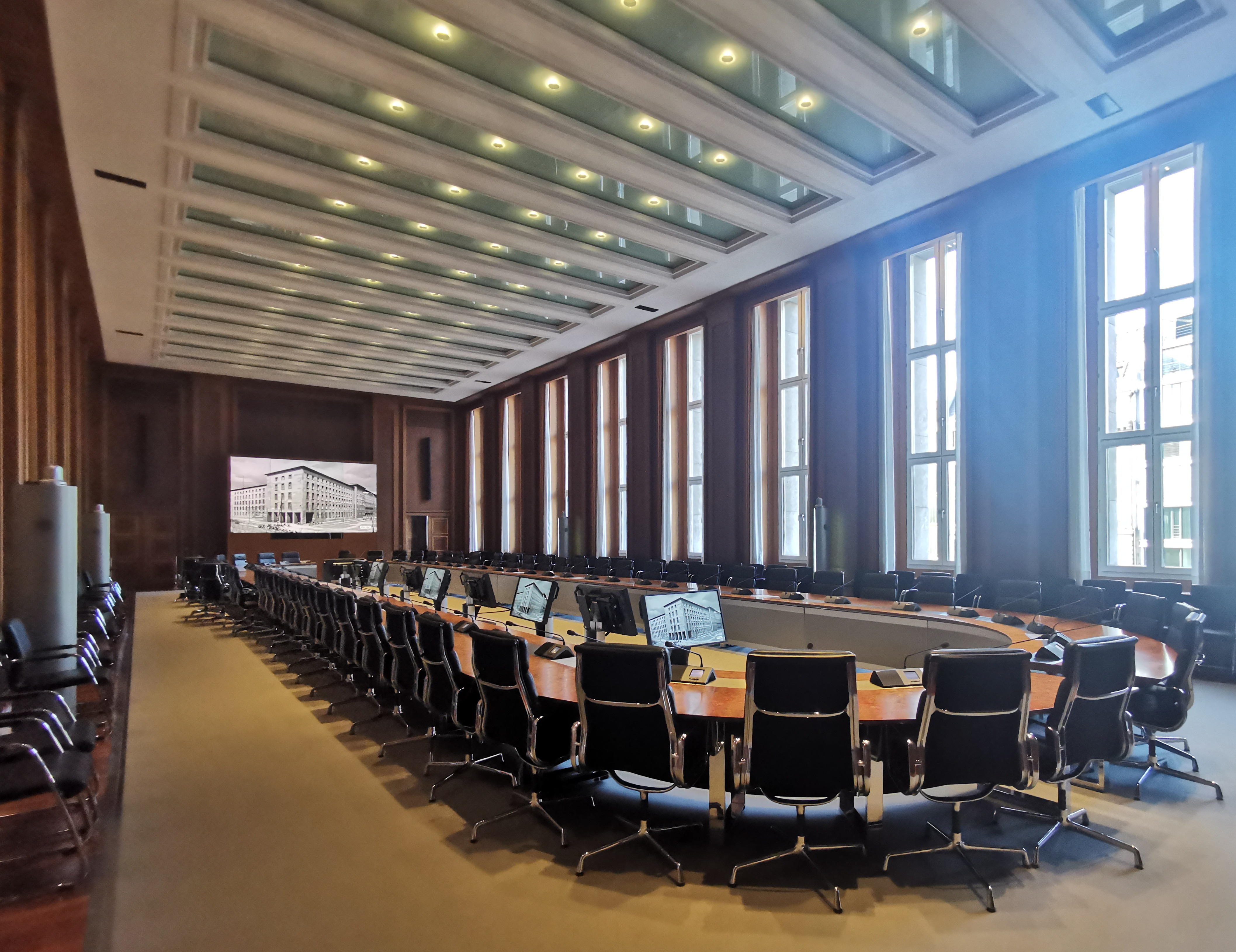
Heutiger Euro-Saal, hier wurde 1938 die Arisierung jüdischer Unternehmen beschlossen

Der alte Gebäudekomplex des Kriegsministeriums entsprach in Größe und Aussehen nicht dem Repräsentationsbedürfnis der Nationalsozialisten. In den Jahren 1935/1936 wurde in der Wilhelmstraße daher auf Veranlassung Görings und nach Plänen des Architekten Ernst Sagebiel ein Neubau mit über 2000 Büroräumen und ca. 112.000 m² Bürogeschossfläche errichtet. Es entstand das damals größte Bürogebäude Berlins, ausgeführt als vier- bis siebengeschossiger Stahlbetonskelettbau mit Flachdach, ein herausragendes Beispiel für die monumentale Architektur im Nationalsozialismus.

### Nutzung in der Sowjetischen Besatzungszone und in der DDR (1945–1989)

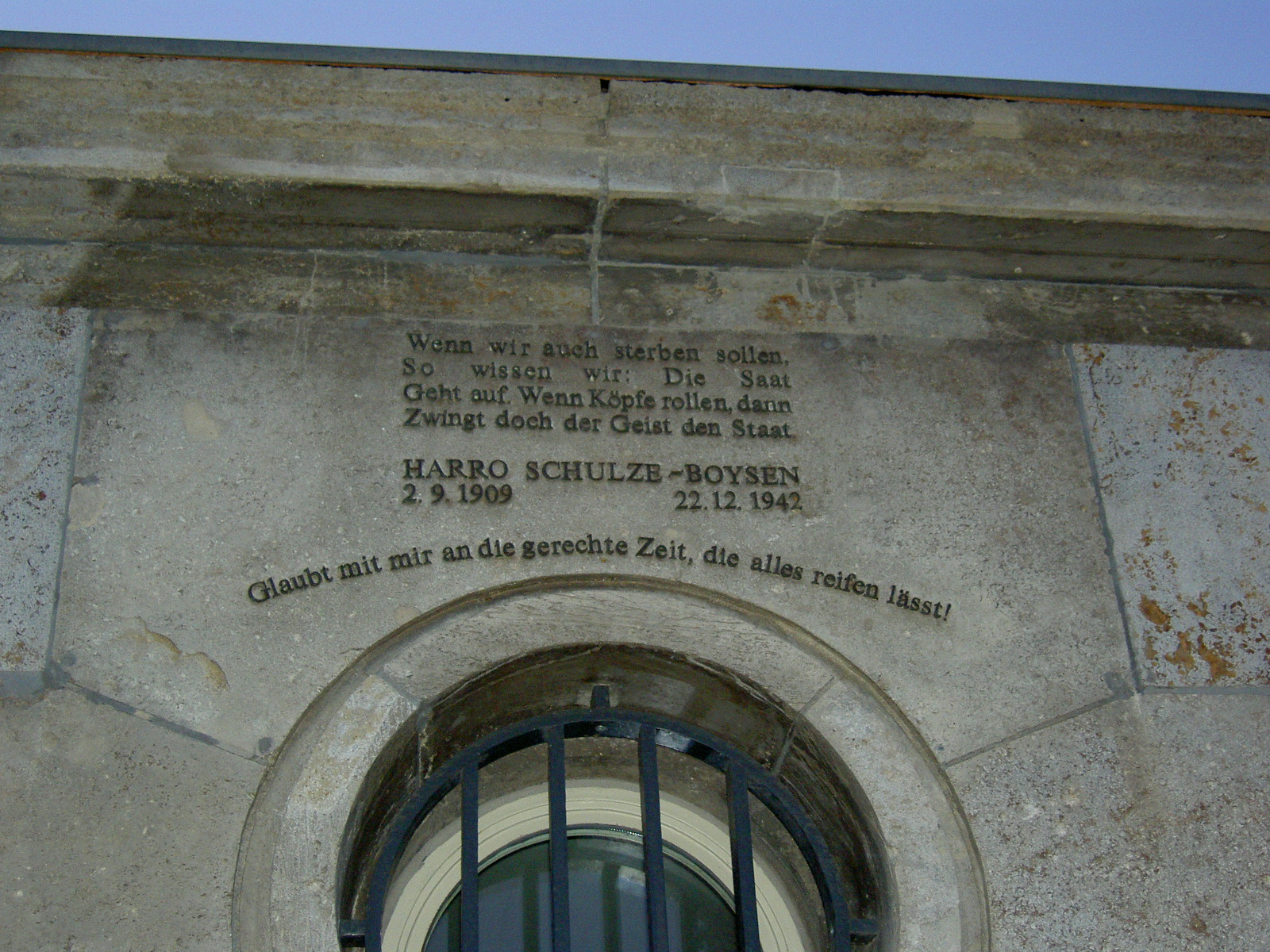
Zitat von Harro Schulze-Boysen an der Fassade

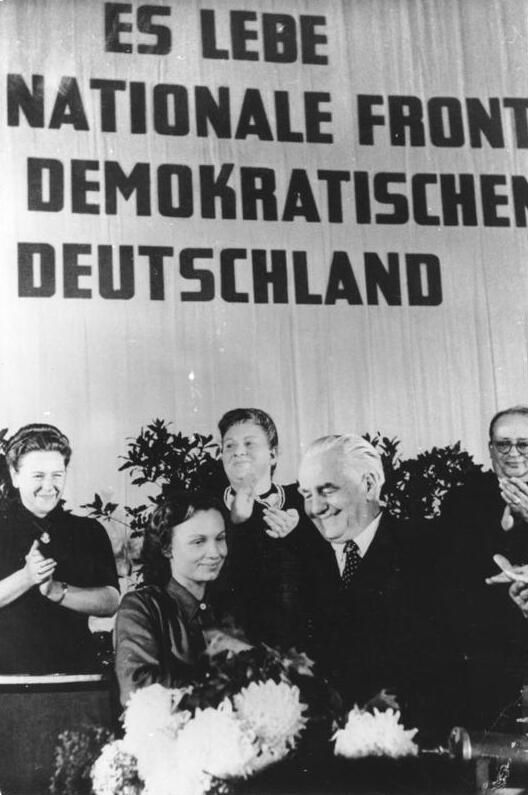
Gründung der DDR am 7. Oktober 1949 (in der Bildmitte Margot Feist und Wilhelm Pieck)

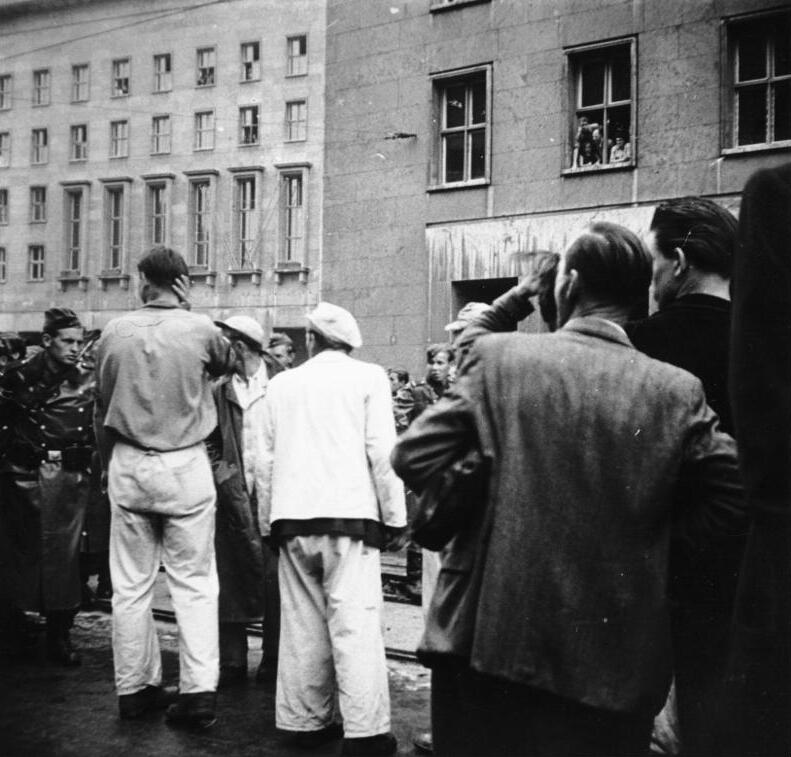
Massendemonstration vor dem Haus der Ministerien am 17. Juni 1953

Nach dem Ende des Zweiten Weltkriegs wurde das kaum beschädigte Gebäude als Sitz der Deutschen Zentralverwaltungen in der Sowjetischen Besatzungszone genutzt, die 1947 in der Deutschen Wirtschaftskommission aufgingen.
Das Gebäude wurde Tagungsort des Deutschen Volksrats, der am 7. Oktober 1949 im großen Festsaal durch Inkraftsetzung der Verfassung die DDR gründete und sich als provisorische Volkskammer konstituierte.
Die Gründung der DDR bedeutete die Umwandlung der Zentralverwaltungen in Ministerien. Der Bau wurde nun offiziell als Haus der Ministerien bezeichnet. Im Jahr 1989 hatten hier folgende Ministerien und staatlichen Einrichtungen der DDR ihren Sitz:
- Ministerium der Finanzen
- Ministerium für Allgemeinen Maschinen-, Landmaschinen- und Fahrzeugbau
- Ministerium für Bezirksgeleitete Industrie und Lebensmittelindustrie
- Ministerium für Chemische Industrie
- Ministerium für Glas- und Keramikindustrie
- Ministerium für Leichtindustrie
- Ministerium für Materialwirtschaft
- Ministerium für Schwermaschinen- und Anlagenbau
- Ministerium für Werkzeug- und Verarbeitungsmaschinenbau
- Staatliche Plankommission
- Staatssekretariat für Berufsbildung
- Amt für Preise
- Staatliches Amt für technische Überwachung

Während des Aufstands am 17. Juni 1953 fand eine Demonstration vor dem Gebäude statt. Heute erinnert daran das von Wolfgang Rüppel gestaltete „Denkmal für die Ereignisse des siebzehnten Juni Neunzehnhundertdreiundfünfzig“.
Im großen Festsaal des Hauses, dem heutigen Matthias-Erzberger-Saal, fand am 15. Juni 1961 die Pressekonferenz statt, auf der Walter Ulbricht auf die Frage der Journalistin Annamarie Doherr nach einer möglichen Staatsgrenze am Brandenburger Tor antwortete: „Niemand hat die Absicht, eine Mauer zu errichten“, eines der berühmtesten Zitate der deutschen Nachkriegsgeschichte. Zwei Monate später, am 13. August 1961, begann der Bau der Berliner Mauer.
Anfang der 1970er Jahre wurde in dem ehemaligen Büro des NS-Widerstandskämpfers und Offiziers Harro Schulze-Boysen, der dort am 31. August 1942 verhaftet worden war, eine kleine Gedenkstätte für die 1969 von der Sowjetunion geehrten Widerstandskämpfer der Roten Kapelle Berlin eingerichtet.
Im Jahr 1982 ersetzten im Haus neue Paternosteraufzüge, die nach DDR-Baurecht erlaubt waren, die alten, während in der Bundesrepublik seit 1974 die Inbetriebnahme neuer Paternoster verboten war.

### Nutzung seit der Wiedervereinigung Deutschlands (seit 1990)
Nach der deutschen Wiedervereinigung am 3. Oktober 1990 bezog das Bundesfinanzministerium das Gebäude – zunächst noch als Außenstelle. Damals hatte dort auch die Außenstelle des Bundesrechnungshofs ihren Sitz.
Von 1991 bis 1994 befand sich die Zentrale der Treuhandanstalt im Gebäudekomplex an der Wilhelmstraße 97. 1992 wurde das Gebäude in Detlev-Rohwedder-Haus umbenannt – nach dem von der RAF ermordeten Präsidenten der Treuhandanstalt Detlev Rohwedder. Zwischen 1994 und 1999 wurde das Gebäude umgebaut und renoviert.
Seit 1999 befindet sich hier an der Wilhelmstraße 97 der erste Dienstsitz des Bundesministeriums der Finanzen.
Im sogenannten 1A-Flügel an der Leipziger Straße 5–7 sind Teile der Verwaltung des Bundesrates untergebracht. Der gesamte Gebäudekomplex, einschließlich der Wandgemälde und Werke der Schmiedekunst, steht unter Denkmalschutz.

### WandbildAufbau der Republik
Zwischen 1950 und 1953 wurde anstelle des vorherigen großformatigen Steinreliefs marschierender Wehrmachtssoldaten mit wehenden Hakenkreuzfahnen des Bildhauers Arnold Waldschmidt (Ausführung 1937–1941) durch den Porträt- und Landschaftsmaler Max Lingner in der nordöstlichen Pfeilervorhalle das monumentale, 24 m lange und 3 m hohe Wandgemälde Aufbau der Republik in Fliesen aus Meißner Porzellan geschaffen. Das von dem Künstler ursprünglich konzipierte Bild eines verhaltenen Neuanfangs nach dem Zweiten Weltkrieg und dem Zusammenbruch des Nationalsozialismus wurde bis 1952 auf Wunsch des Generalsekretärs der SED, Walter Ulbricht, und des Ministerpräsidenten Otto Grotewohl mehrfach überarbeitet, um am Ende einen euphorischen Aufbruch der deutschen Arbeiterklasse darzustellen, der es gelingt, sich mit dem Bauernstand und der Intelligenz Deutschlands im Sinne des Sozialismus zu vereinen.

Wandbild Aufbau der Republik

## Filme
- Görings Ministerium – Geschichte einer deutschen Machtzentrale. Dokumentation, Deutschland, 2016, 45 Min., Buch und Regie: Gabriele Denecke, Produktion: rbb für Das Erste, Reihe: Geheimnisvolle Orte, Erstsendung: 29. Februar 2016[7]